# Orde van de Kroon van Siam
De Meest Nobele Orde van de Kroon van Siam, Mongkut Siam of "เครื่องราชอิสริยาภรณ์ อันมีเกียรติยศยิ่งมงกุฎไทย" geheten, werd op 29 december 1869 door Koning Mongkut Rama V ingesteld.
Deze orde van verdienste was een van de eerste ridderorden in Thailand, of zoals het toen heette, Siam, dat zich opende voor westerse invloeden en ten behoeve van diplomatieke betrekkingen Europese ridderorden nodig had.
De orde kreeg bij de stichting de gebruikelijk vijf graden
- Grootlint, oorspronkelijk beperkt tot 40 dragers.
- Ridder of Dame Commandeur, oorspronkelijk beperkt tot 100 dragers.
- Commandeur, oorspronkelijk beperkt tot 200 dragers.
- Companion, oorspronkelijk beperkt tot 400 dragers.
- Ridder, oorspronkelijk beperkt tot een ongelimiteerd aantal dragers.

- Twee medailles zijn aan de orde verbonden.

De orde werd in de 19e eeuw ook aan Europese soevereinen verleend. Zo komt het Grootlint voor op de Lijst van ridderorden van Wilhelm II van Duitsland. De in 1869 ingestelde Heilige Orde en vooral de Orde van Maha Chakri uit 1884 hebben de orde later in de schaduw gesteld.

## De versierselen
Het kleinood is een zeer kleurrijk Oosters juweel met vier rode ronde armen, wapens op de diagonalen en een hoge witte Siamese koningskroon als verhoging. Het medaillon is voor iedere graad verschillend. Op de hoeken staan rode en groene lotusbloemen, een boeddhistisch symbool, in een dubbele rand. 
De versierselen op de externe link lijken niet op de afbeeldingen bij Gritzner. De versierselen zullen in de loop der eeuwen veranderd zijn.
Het lint is blauw met smalle rode, gele en groene biesen. De Bijzondere Klasse draagt een indigokleurig lint met witte en rode biesen.
Een Aziatische kroon verschilt sterk van de europese kronen die vaak zijn voortgekomen uit diademen. Met behulp van zogeheten opstaande diademen wordt het typisch Europese model van de beugelkroon ontstaan. De Thaise kroon komt uit een andere traditie voort en heeft de vorm van een zeer hoge zilveren hoed. Uiteraard komt de in Europa gebruikelijke kroon in dit boeddhistische land niet op de regalia voor.
Rechts en links van de koningskroon zijn parasols, een teken van hoge waardigheid, afgebeeld.Op de keerzijde staat het koninklijk monogram van de stichter, de letters " จปร"die voor "มหาจุฬาลงกรณ์ ปรมราชาธิราช" oftewel "Koning Chulalongkorn de Grote" staan. De Bijzondere Klasse is van goud, de andere versierselen zijn van zilver.
De Bijzondere Klasse wordt aan een indigokleurig grootlint over de linkerschouder gedragen. Het zijden lint van de Grootkruisen is blauw. De grote met rode en groene lotusbladeren en een ring van edelstenen versierde sterren van de Bijzondere Klasse en de Ridders-Grootkruis worden op de linkerborst gespeld. De kleinere ster van de Grootofficier draagt men ook op de linkerborst. Grootofficier en Commandeur dragen een zilveren versiersel om de hals. De Officier draagt zijn versiersel aan een lint met rozet op de linkerborst. OOk de drie laagste graden dragen hun versiersel op de linkerborst.
Dames dragen de IIIe tot VIIIe Klasse aan een strik op de linkerschouder.

## De orde in de 21e eeuw
In een in 1889 gepubliceerde wijziging van de statuten werden twee nieuwe klassen, de Gouden Medaille en de Zilveren Medaille, ingesteld. De koning liet de bepalingen rond de numerus fixus vervallen. In 1918 stelde Koning Vajiravudh de Bijzondere Klasse van de orde in. In 1941 werd de orde in een afdeling voor Dames en een afdeling voor Heren verdeeld. Beiden hebben acht graden.
- Ridder Grootlint (Bijzondere Klasse)

Thai: มหาวชิรมงกุฎ
post-nominal: ม.ว.ม.
- Ridder Grootkruis (1. Klasse)

Thai: ประถมาภรณ์มงกุฎไทย
post-nominal: ป.ม.
- Ridder Commandeur (2. Klasse)

Thai: ทวีติยาภรณ์มงกุฎไทย
post-nominal: ท.ม.
- Commandeur (3. Klasse)

Thai: ตริตาภรณ์มงกุฎไทย
post-nominal: ต.ม.
- Companion (4. Klasse)

Thai: จัตุรถาภรณ์มงกุฎไทย
post-nominal: จ.ม.
- Lid (5. Klasse)

Thai: เบญจมาภรณ์มงกุฎไทย
post-nominal: บ.ม.
- De Gouden Medaille (6. Klasse)

Thai: เหรียญทองมงกุฎไทย
post-nominal: ร.ท.ม.
- De Zilveren Medaille (7. Klasse)

Thai: เหรียญเงินมงกุฎไทย
post-nominal: ร.ง.ม.